# Joseph Bampfield
Joseph Bampfield (1639-1685), was een royalistische kolonel die betrokken was bij de Engelse Burgeroorlog. Hij was ook in dienst van Willem III van Oranje en nam deel aan de Hollandse Oorlog tegen Koninkrijk Frankrijk.

## Levensloop

### Engelse Burgeroorlog
Bampfield was, volgens Clarendon, een Ier, zijn echte naam was Bamford; maar de bewering wordt door geen enkele andere autoriteit bevestigd. Bampfield zegt zelf dat hij Charles I op zeventienjarige leeftijd begon te dienen en het leger inging onder Lord Ashley tijdens zijn eerste expeditie tegen de Schotten in 1639. Aan het einde van de oorlog werd hij gepromoveerd tot kapitein. Hij werd kort na het uitbreken van de burgeroorlog kolonel van een regiment en diende met speciale onderscheiding onder de hertog van Somerset in het westen van Engeland.
Uit een vermelding in Wood's 'Fasti' (ii. 33) lijkt het erop dat hij in 1642 een mastersgraad van de Universiteit van Oxford kreeg op grond van de mandamus van de koning. Zijn opmerkelijke gaven voor intriges trokken de aandacht van de koning, die hem, toen hij zich in 1644 in Oxford opsloot, vermomd naar Londen stuurde 'om door te dringen in de plannen van de twee partijen in het parlement'. Hij was ook de agent die Charles in dienst had bij zijn 'geheime onderhandelingen' in Oxford en Newport, en bij de ontsnapping van de hertog van York uit St. James's Palace in april 1648. Om hem bij het laatste complot te helpen, verzekerde Bampfield zich van de diensten van Anne Murray, later Lady Halkett, op wie hij een grote indruk had gemaakt door zijn 'serieuze, knappe en vrome toespraak'. In haar autobiografie geeft ze een interessant verslag van de omstandigheden bij zijn ontsnapping. Na de hertog naar Holland te hebben vergezeld, keerde Bampfield, op speciaal verzoek van Charles, weer terug naar Engeland. In het geheim opende hij opnieuw de communicatie met Anne Murray. Op een dag maakte hij van de gelegenheid gebruik om haar te informeren dat nieuws hem had bereikt over de dood van zijn vrouw, en zeer kort daarna deed hij haar een huwelijksaanbod. Ze stemde toe om zo snel mogelijk met hem te trouwen; maar het verhaal van de dood van zijn vrouw was een verzinsel om de volledige toewijding van haar te winnen door in de rol van een minnaar te verschijnen.
Na de dood van Charles bleef hij in Engeland, en was hij aan het voorbereiden om zijn minnares naar Schotland te volgen toen hij werd gearresteerd en vastgezet in het Gatehouse in Westminster, maar hij slaagde erin door een raam te ontsnappen en naar Holland te gaan. Inmiddels was bekend geworden dat zijn vrouw nog leefde; en toen Sir Henry Newton, zwager van Anne Murray, toevallig met hem naar Nederland overstak in hetzelfde schip, vochten de twee zodra ze waren geland, een duel, met als resultaat dat Newton gewond raakte in het hoofd. Bampfield slaagde er niet in het vertrouwen van Charles II te winnen en keerde terug naar Engeland, maar werd in augustus 1652 voor de raad gebracht en bevolen het land te verlaten. Toen Lord Balcarres in 1653 een plan voor een opstand in de Hooglanden in werking stelde, begaf Bampfield zich naar Schotland en zocht hij opnieuw Anne Murray op in Fyvie Castle . Hij beval zich zozeer aan bij de leiders van de Hooglanden dat hem tijdens een tijdelijke ziekte van Lord Balcarres de hoogste leiding van de zaak werd toevertrouwd; maar hij werd terecht door Charles II ervan verdacht een dubbele rol te spelen, en in juli 1654 werd hij uiteindelijk ontslagen uit de dienst van de royalisten.
In december van dit jaar had hij opnieuw contact in Londen met Anne Murray, die hem ten onrechte vertelde dat ze al getrouwd was met Sir James Halkett, waarop hij afscheid nam, en 'ze heeft hem nooit meer gezien'. In feite ging hij naar Parijs, waar hij, en daarna in Frankfurt, zoals ruimschoots wordt bewezen door zijn brieven in de Thurloe State Papers, optrad als spion en agent van Oliver Cromwell in vele 'gewichtige zaken'. Na de dood van Cromwell, die hem dwong in het buitenland te blijven, keerde hij terug naar Engeland, maar bij de Restauratie werd hij meer dan een jaar opgesloten in de Tower of London.

### In Nederlandse dienst
Toen hij ontdekte dat alle hoop op vooruitgang in Engeland was verdwenen, vertrok hij naar Den Haag en trad in dienst van de Nederlandse republiek, waar hij het bevel kreeg over een Engels regiment. Hoewel hij nu enigszins gevorderd was in jaren, behield hij nog steeds zijn 'dapperheid' jegens het andere geslacht en maakte hij er gebruik van om hem te helpen bij zijn politieke intriges. Volgens een brief in de Staatspapieren was hij in 1666 'in de gunst van de Prins van Oranje gekomen'. Hij kreeg van Willem III de opdracht om in 1672 een regiment te leiden en een schans bij Sluis in Ameide te verdedigen tegen de Fransen. Deze werd eind november aangevallen nadat deserteurs de Fransen hadden gewezen op de zwakte van de verdediging. Bampfield trok zich terug en Ameide werd door de Fransen in brand gestoken. Een van de kapiteins van Bampfield kwam om bij de aanval.
In 1674 had hij een voorliefde voor een 'kluizenaarsleven' op het platteland gekregen. Toen zijn gezondheid onder de beproeving bezweek, keerde hij in 1679 terug naar Leeuwarden; maar voortaan besloot hij, naar eigen zeggen, 'zichzelf niet te berispen en anderen geen aanstoot te geven door zich met wereldse zaken te bemoeien'. Hij deed echter moeite om verschillende brieven te schrijven aan invloedrijke personen in Engeland, en in 1685 gedrukt in Den Haag een Apologie, waarin hij de belangrijkste gebeurtenissen uit zijn carrière vertelde en zijn hele politieke gedrag in een zeer onschuldig daglicht stelde.